# Linia kolejowa nr 601
Linia kolejowa nr 601 – pierwszorzędna, zelektryfikowana, jednotorowa linia kolejowa znaczenia państwowego łącząca posterunek odgałęźny Kraków Przedmieście z rozjazdem nr 326 na stacji Kraków Główny.